# Villeret (Aisne)
Villeret – miejscowość i gmina we Francji, w regionie Hauts-de-France, w departamencie Aisne.
Według danych na styczeń 2014 roku gminę zamieszkiwało 317 osób, a gęstość zaludnienia wynosiła 80,1 osób/km².